# Морозилка (посёлок)
Морози́лка — посёлок в Мезенском районе Архангельской области. Входит в состав Каменского сельского поселения.

## География
Посёлок находится в северной части Архангельской области, на расстоянии примерно 11 км (по прямой) к северо-западу от города Мезень, административного центра района.

### Часовой пояс
Посёлок Морозилка, как и вся Архангельская область, находится в часовой зоне МСК (московское время). Смещение применяемого времени относительно UTC составляет +3:00.

## Население
| 2002 | 2010 | 2012 |
| ---- | ---- | ---- |
| 19   | ↘9   | ↘0   |

### Национальный состав
Согласно результатам переписи 2002 года, в национальной структуре населения русские составляли 100 % из 20 чел.